# Rjabinowoje
Rjabinowoje (russisch Рябиновое, deutsch Kallehnen, Kreis Wehlau, litauisch Kalėnai) ist ein Ort in der russischen Oblast Kaliningrad. Er gehört zur kommunalen Selbstverwaltungseinheit Stadtkreis Tschernjachowsk im Rajon Tschernjachowsk.

## Geographische Lage
Rjabinowoje liegt am Nordufer des Pregels (russisch: Pregolja) 28 Kilometer westlich der Rajonstadt Tschernjachowsk (Insterburg). Durch den Ort verläuft die Kommunalstraße 27K-163 von Sirenjewka (Siemohnen) unweit von Meschduretschje (Norkitten) über Poddubnoje (Schönwiese) und Gluschkowo (Plibischken) zur Föderalstraße A216 (ehemalige deutsche Reichsstraße 138, heute auch Europastraße 77) bei Kudrjawzewo (Kuglacken). Die nächste Bahnstation ist Meschduretschje an der Bahnstrecke Kaliningrad–Tschernyschewskoje (Königsberg–Eydtkuhnen/Eydtkau) – frühere Preußische Ostbahn – zur Weiterfahrt nach Litauen und in das russische Kernland.

## Geschichte
Die erste urkundliche Erwähnung des bis 1946 Kallehnen genannten Dorfes stammte aus dem Jahre 1384. Vor dem Zweiten Weltkrieg prägten mehrere mittlere Höfe das Dorfbild. Zwischen 1874 und 1945 war Kallehnen in den Amtsbezirk Plibischken (heute russisch: Gluschkowo) eingegliedert und gehörte somit zum Kreis Wehlau im Regierungsbezirk Königsberg der preußischen Provinz Ostpreußen. 
In Kriegsfolge kam Kallehnen 1945 mit dem nördlichen Ostpreußen zur Sowjetunion. 1947 erhielt der Ort die russische Bezeichnung „Rjabinowoje“ und wurde gleichzeitig dem Dorfsowjet Kamenski selski sowjet im Rajon Tschernjachowsk zugeordnet. Von 2008 bis 2015 gehörte Rjabinowoje zur Landgemeinde Kamenskoje selskoje posselenije und seither zum Stadtkreis Tschernjachowsk.

### Einwohnerentwicklung
| Jahr | Einwohner |
| ---- | --------- |
| 1910 | 96        |
| 1933 | 112       |
| 1939 | 95        |
| 2002 | 15        |
| 2010 | 12        |

## Kirche
Aufgrund seiner mehrheitlich evangelischen Bevölkerung war Kallehnen bis 1945 in das Kirchspiel der Kirche Plibischken (heute russisch: Gluschkowo) eingepfarrt und gehörte somit zum Kirchenkreis Wehlau (Snamensk) in der Kirchenprovinz Ostpreußen der Kirche der Altpreußischen Union. Heute liegt Rjabinowoje im Einzugsbereich der in den 1990er Jahren neu entstandenen evangelisch-lutherischen Gemeinde in Talpaki (Taplacken), einer Filialgemeinde der Auferstehungskirche in Kaliningrad (Königsberg) in der Propstei Kaliningrad der Evangelisch-lutherischen Kirche Europäisches Russland.